# Proclus (cráter)

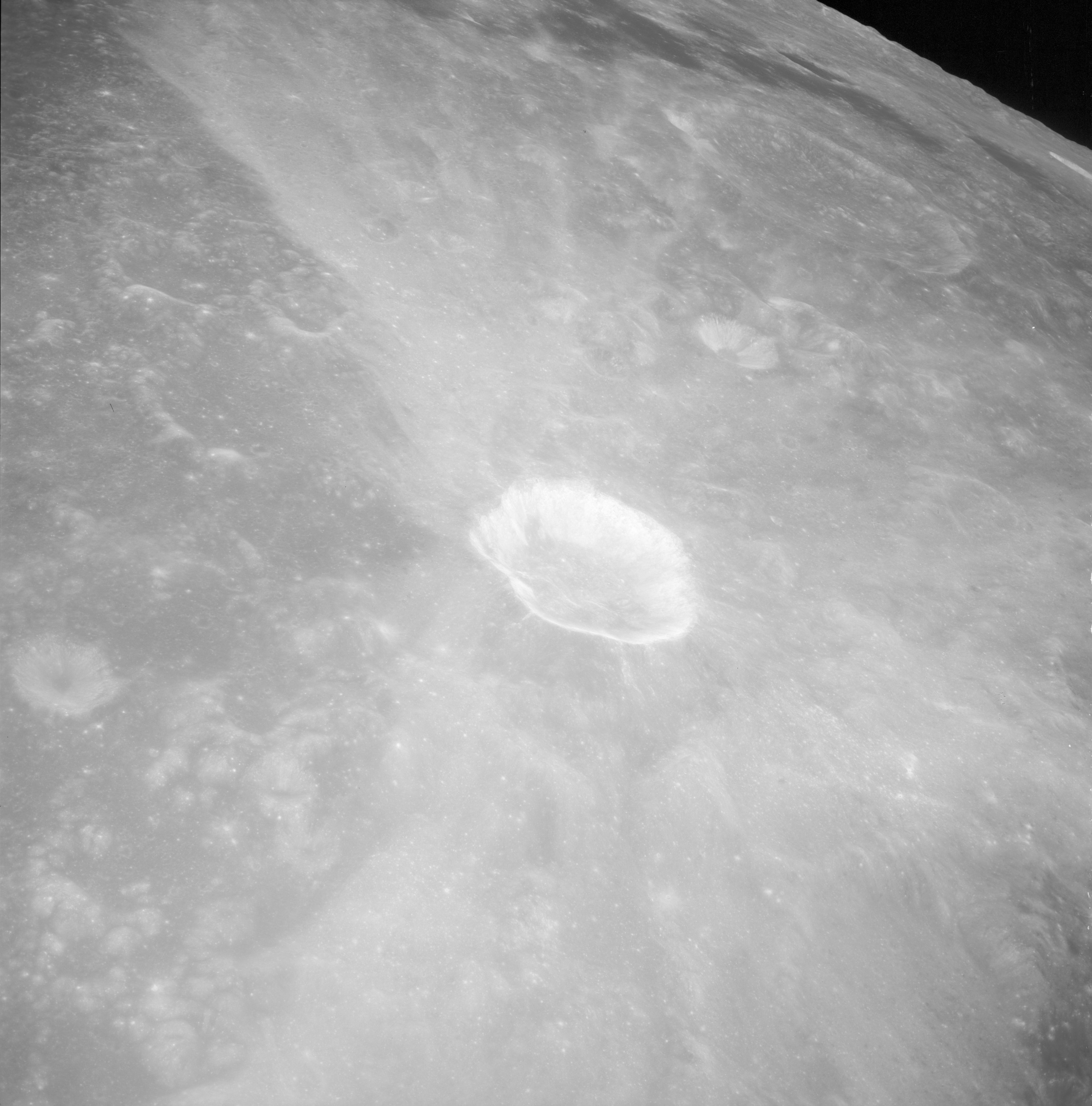
Fotografía de la misión Apolo 15

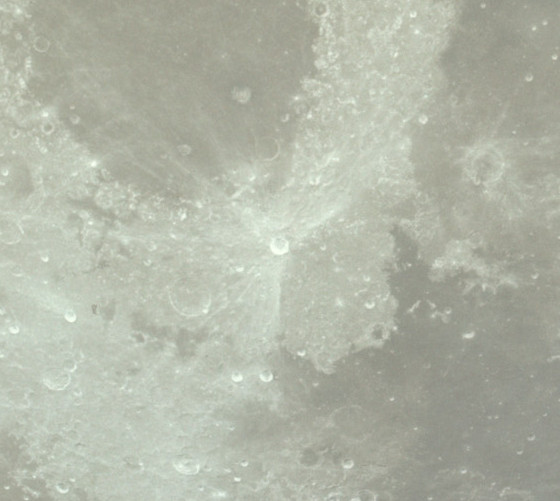
Fotografía de la misión Apolo 11

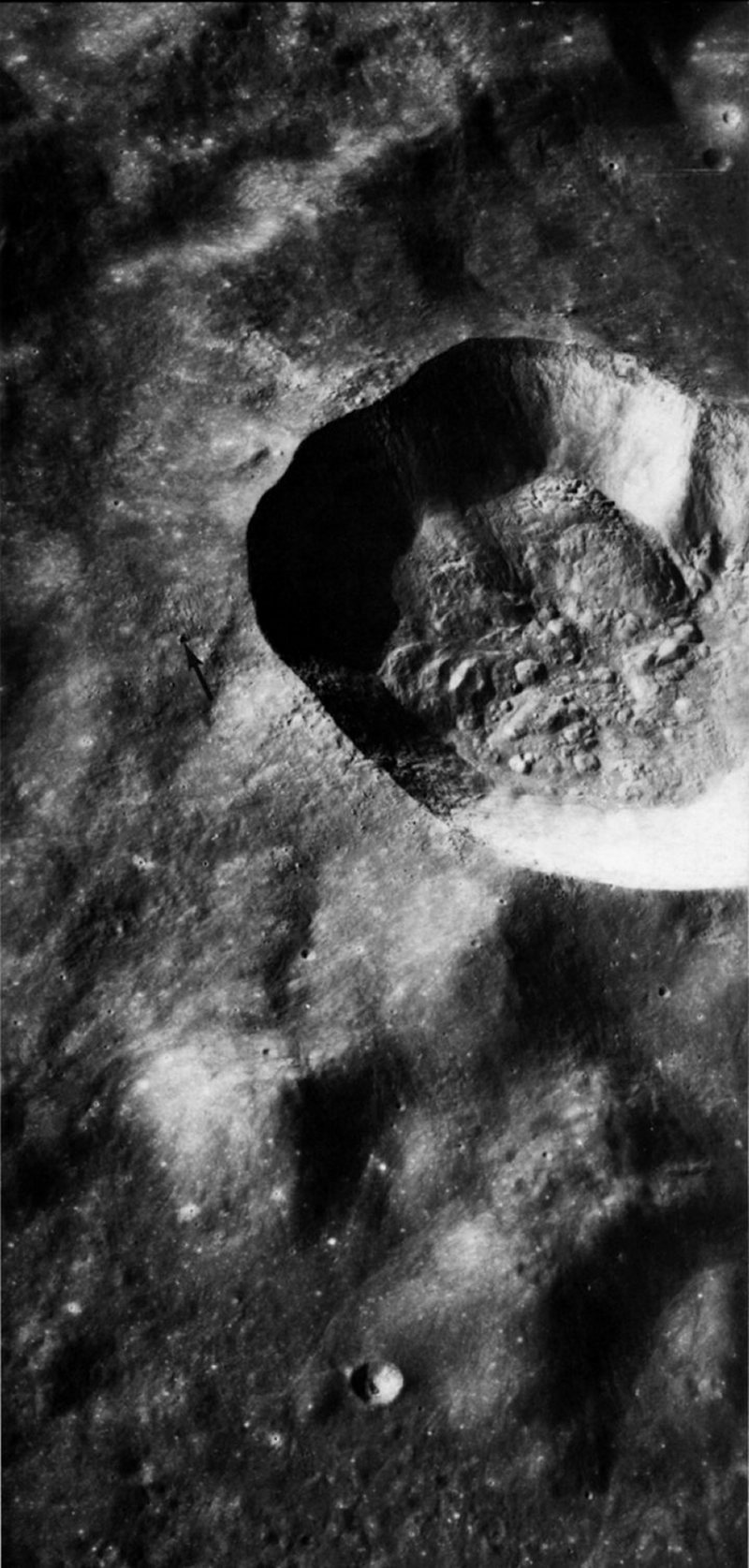
Vista oblicua desde el Apolo 17, mostrando detalles del interior

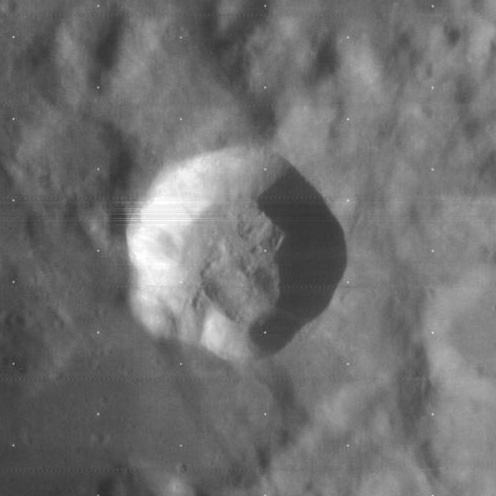
Fotografía de la misión Lunar Orbiter 4

Proclus es un cráter de impacto reciente ubicado al oeste del Mare Crisium, en la orilla este del Palus Somni. Se encuentra al sur de las terrazas del prominente  cráter Macrobius, y al oeste-noroeste del cráter inundado de lava Yerkes. Entre Proclus y Yerkes, en el borde del mare, aparecen los promontorios denominados Olivium y Lavinium.
|  |

El borde de Proclus recuerda a una forma pentagonal, y no se levanta demasiado sobre el terreno circundante. Tiene un alto albedo, solo por debajo de Aristarchus en brillo. La pared interior muestra algo de desplome, y el suelo es irregular, presentando una serie de apilamientos de bloques rocosos en su cuenca.
El cráter tiene un notable sistema de marcas radiales que se extiende por una distancia de más de 600 kilómetros. Los rayos muestran una asimetría de forma, con los rayos más prominentes al noroeste, al norte-noreste y al noreste. Presenta un arco sin eyecciones al suroeste. Estas características sugieren un impacto oblicuo con un ángulo bajo. Los rayos indican que el cráter es parte del Período Copernicano.
Un lugar de aterrizaje candidato para el programa Apolo se localizó a unos 100 kilómetros al noreste de Proclus. El sitio fue rechazado para la misión Apolo 17 a favor del valle Taurus-Littrow, geológicamente más diverso.

## Cráteres satélite
Por convención estos elementos son identificados en los mapas lunares poniendo la letra en el lado del punto medio del cráter que está más cercano a Proclus.
|         | \| Proclus \| Coordenadas \| Diámetro \| \| ------- \| ---------------------------- \| -------- \| \| A \| 13°24′N 42°18′E / 13.4, 42.3 \| 15 km \| \| C \| 12°54′N 43°36′E / 12.9, 43.6 \| 10 km \| \| D \| 17°30′N 41°00′E / 17.5, 41.0 \| 13 km \| \| E \| 16°36′N 40°54′E / 16.6, 40.9 \| 12 km \| \| G \| 12°42′N 42°42′E / 12.7, 42.7 \| 33 km \| \| J \| 17°06′N 44°00′E / 17.1, 44.0 \| 6 km \| \| K \| 16°30′N 46°12′E / 16.5, 46.2 \| 16 km \| \| L \| 17°06′N 46°24′E / 17.1, 46.4 \| 9 km \| \| M \| 16°24′N 45°12′E / 16.4, 45.2 \| 8 km \| \| P \| 15°18′N 48°42′E / 15.3, 48.7 \| 30 km \| \| R \| 15°48′N 45°30′E / 15.8, 45.5 \| 28 km \| \| S \| 15°42′N 47°54′E / 15.7, 47.9 \| 18 km \| \| T \| 15°24′N 46°42′E / 15.4, 46.7 \| 21 km \| \| U \| 15°12′N 48°00′E / 15.2, 48.0 \| 13 km \| \| V \| 14°48′N 48°18′E / 14.8, 48.3 \| 19 km \| \| W \| 17°30′N 46°12′E / 17.5, 46.2 \| 7 km \| \| X \| 17°42′N 45°06′E / 17.7, 45.1 \| 6 km \| \| Y \| 17°30′N 44°54′E / 17.5, 44.9 \| 8 km \| \| Z \| 17°54′N 44°42′E / 17.9, 44.7 \| 6 km \| |          |
| Proclus | Coordenadas | Diámetro |
| A       | 13°24′N 42°18′E / 13.4, 42.3 | 15 km    |
| C       | 12°54′N 43°36′E / 12.9, 43.6 | 10 km    |
| D       | 17°30′N 41°00′E / 17.5, 41.0 | 13 km    |
| E       | 16°36′N 40°54′E / 16.6, 40.9 | 12 km    |
| G       | 12°42′N 42°42′E / 12.7, 42.7 | 33 km    |
| J       | 17°06′N 44°00′E / 17.1, 44.0 | 6 km     |
| K       | 16°30′N 46°12′E / 16.5, 46.2 | 16 km    |
| L       | 17°06′N 46°24′E / 17.1, 46.4 | 9 km     |
| M       | 16°24′N 45°12′E / 16.4, 45.2 | 8 km     |
| P       | 15°18′N 48°42′E / 15.3, 48.7 | 30 km    |
| R       | 15°48′N 45°30′E / 15.8, 45.5 | 28 km    |
| S       | 15°42′N 47°54′E / 15.7, 47.9 | 18 km    |
| T       | 15°24′N 46°42′E / 15.4, 46.7 | 21 km    |
| U       | 15°12′N 48°00′E / 15.2, 48.0 | 13 km    |
| V       | 14°48′N 48°18′E / 14.8, 48.3 | 19 km    |
| W       | 17°30′N 46°12′E / 17.5, 46.2 | 7 km     |
| X       | 17°42′N 45°06′E / 17.7, 45.1 | 6 km     |
| Y       | 17°30′N 44°54′E / 17.5, 44.9 | 8 km     |
| Z       | 17°54′N 44°42′E / 17.9, 44.7 | 6 km     |

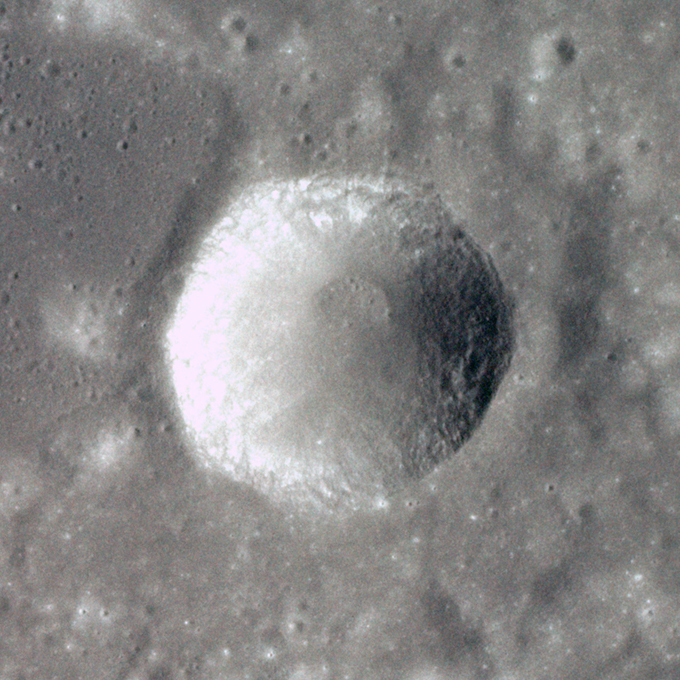
Proclus D
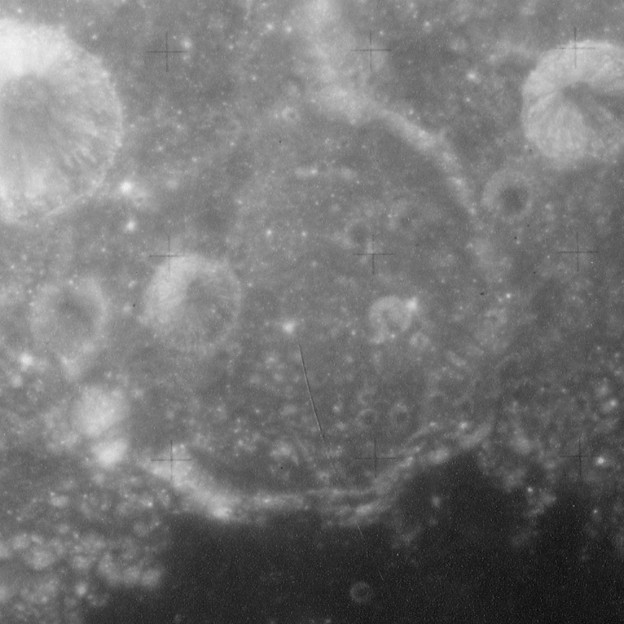
Proclus G

Los siguientes cráteres han sido renombrados por la UAI:
- Proclus F - Véase Crile (cráter).